# کوین اونز
کوین یانیک استین (به انگلیسی: Kevin Yanick Steen) (زاده۷ می ۱۹۸۴) یک کشتی‌گیر حرفه‌ای اهل کانادا است که با این نام (کوین اوونز) در مسابقات کشتی حرفه‌ای شرکت می‌کند. او قهرمان سابق کمربند یونیور سال و کمربند ان اکس تی بوده است. او هم‌اکنون در برند راو فعالیت می‌کند وی در شو راو توسط بابی لشلی مصدوم شد و ۶ ماه از دبلیودبلیوئی دور ماند ولی بعد از ۶ ماه در شو اسمکداون لایو توسط وینس مکمن به عنوان حریف دنیل برایان معرفی کرد وی بعد از آن دوستی را با سمی زین آغاز کرد و به دشمنی با گروه نیودی پرداخت ولی بعد از آن به دشمنی با الایس و شین مکمن پرداخت و اکنون نیز ادامه دارد وی در مسابقه ای شین مکمن را شکست داد و او را از wwe اخراج کرد وی در حال حاضر از راو به برند اسمکدان منتقل شد. و اکنون کوین در برند اسمکدان فعالیت می‌کند. او نیز در مسابقه ای با رومن رینز در TLC 2020 در مسابقهٔ Tables,Leaders,Chairs سر کمربند یونیورسال شکست خورد اما درگیری این دو در اینجا پایان نیافت و در رویال رامبل ۲۰۲۱ مسابقهٔ Last man standing برای کمربند یونیورسال داشت و بصورت خشنی شکست خورد.
او در WWE WrestleMania 39 به همراه سمی زین در مقابل د اوسوز برای به دست آوردن کمربند قهرمانی تگ تیم اسمکداون و راو مسابقه داد و پیروز شد و هم‌اکنون به همراه سمی زین قهرمان تگ تیم اسمکداون و راو است.
افتخارات در دبلیودبلیوای
سه بار قهرمان کمربند یوناتیداستیس
دو بار قهرمان کمربند اینترکنتال
یک بار قهرمان کمربند یونیورسال چمپیونز
یک بار قهرمان کمربند ان اکس تی
فرزند:
کوین هم‌اکنون صاحب دختری ۷ ساله است

## حضور او در دبلیودبلیوئی و درگیری او با جان سینا

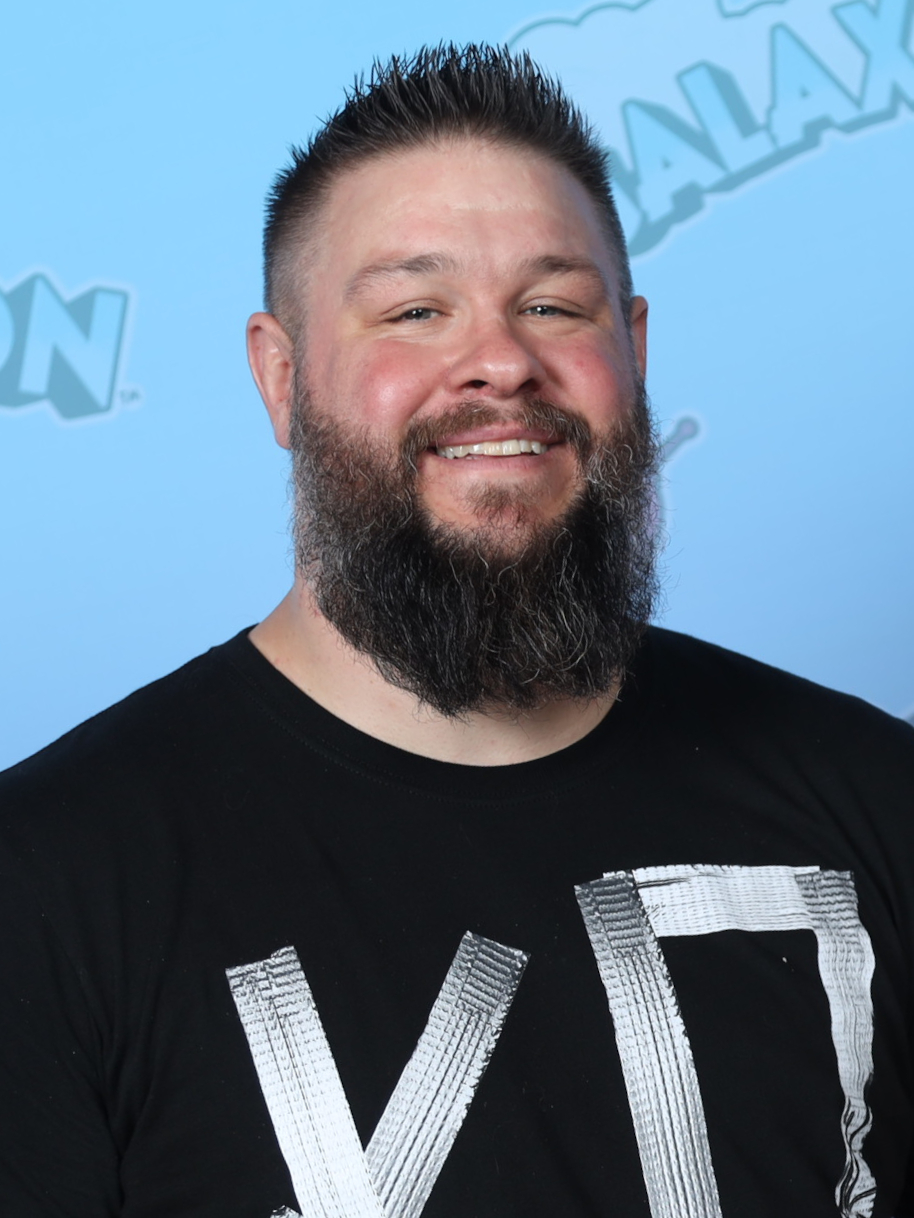
حضور او در دبلیودبلیوئی و درگیری او با جان سینا.

بعد از پی پر ویو پی بک ۲۰۱۵ و اتمام درگیری جان سینا با روسف کوین اونز از nxt وارد دبلیودبلیوئی شد و درگیری اش را با جان آغاز کرد. او در پی پر ویو المنیشن چمبر موفق به شکست جان سینا شد. درگیری آن‌ها ادامه داشت و در پی پر ویو مانی این د بنک این دو بار دیگر با یک دیگر مسابقه دادند که این بار جان سینا موفق به پیروزی شد. درگیری آن‌ها به پی پر ویو رزمگاه رسید و این دو بر سر کمربند یونایتد استیت مسابقه دادند که این بار نیز جان سینا پیروز شد و موفق شد که از کمربندش دفاع کند.
بعد از درگیری وی با جان سینا او در پی پرویو سامر اسلم در مقابل آنتونیو سزارو به پیروزی رسید. در شب قهرمانان او مسابقه اش با رایبک را که بر سر کمربند بین قاره‌ای بود را برد و توانست اولین کمربند خود را در دبلیودبلیوئی کسب کند. در هل این سل او از کمربندش در مقابل رایبک دفاع کرد.
همچنین او در سروایور سریز شانس بردن کمربند دبلیودبلیوئی سنگین‌وزن جهان را داشت ولی در مقابل دین امبروز شکست خورد و در مرحله نیمه نهایی حذف شد.

### درگیری او با دین امبروز و از دست دادن کمربندبین قاره‌ای
درگیری او با دین امبروز ادامه داشت. آن دو در پی پر ویو تی ال سی بر سر کمربند بین قاره‌ای مسابقه دادند که دین توانست با رول برنده مسابقه شده و صاحب کمربند شود. دین امبروز توانست در رویال رامبل از کمربندش در مقابل کوین اوونز در یک مسابقه آخرین بازمانده دفاع کند.
در آخرین راو بین پی پر ویو فست لین و رویال رامبل استفانی مک من یک مسابقهٔ مرگبار پنج جانبه بین دین امبروز واستارداست وتایلر بریز و دالف زیگلر و کوین اوونز را بر سر کمربند بین قاره‌ای ترتیب داد که در آن مسابقه کوین اوونز توانست با پین کردن تایلر بریز دوباره کمربند را از دین امبروز پس بگیرد. در پایان همان شب دالف زیگلر او را به یک مسابقه بر سر کمربند بین قاره‌ای در فست لین دعوت کرد و کوین اوونز ان را پذیرفت و توانست در فست لین از کمربندش دفاع کند.
کوین اونز بعد از فست لین با استار داست، سمی زین، د میز، دالف زیگلر، سین کارا و زک رایدر درگیر شد و استفانی مکمن او را مجبور کرد تا در مقابل همهٔ آن‌ها در یک مسابقه نردبان هفت نفره در رسلمنیا از کمربندش دفاع کند. اوونز در رسلمنیا کمربند خود را به زک رایدر واگذار کرد. این مسابقه یک مسابقه Ladder Match بوده و زک رایدر توانست با بالارفتن از نردبان آن را به دست بیاورد.
در شب بعد از رسلمانیا در راو رومن وارد سالن شد و خواستار یک حریف برای کمربند شد که کریس جریکو، ای.جی. استایلز، کوین اوونز و سمی زین وارد سالن شدند و قرار شد در آخر شب یک مسابقه بین این چهار نفر برای حریف شماره یک کمربند برگزار شود.
اما سمی زین در بک‌استیج راو مورد حمله اوونز قرار گرفت و قادر به مسابقه نبود که شین مکمن مدیر اجرایی جدید راو سزارو را به جای او برای مسابقه تعیین کرد. برنده این مسابقه‌ای جی استایلز بود که توانست حریف شماره ۱ رومن در پی بک شود. در پی بک او سمی زین را شکست داد. در اکستریم رولز کوین اونز و سزارو و د میز و سمی زین برای کمربند اینتر کانتنتال مسابقه دادند که دمیز برنده این بازی شد و توانست با موفقیت از کمربند خود دفاع کند. پس از آن او در ppvمانی ان د بنک در مسابقه سر کیف مانی ان د بنک شرکت کرد ولی این دین امبروز بود که برنده شد. در رزمگته او و سمی زین به مصاف هم رفتند و سمی زین بازی را برد. اما در سامراسلم ۲۰۱۶ او و کریس جریکو با هم تیم شدند و تیم انزو آموری و بیگ کَس را شکست دادند. در شب بعد قهرمان کمربند یونیور سال یعنی فین بالور وارد سالن شد و گفت که توسط ست رولینز مصدوم شده است وتا ۷ ماه از میادین دور خواهد بود. در مین اونت آن شب مسابقه ای ۴نفره برای کمرند یونیور سال دادند که کوین اونز با دخالت تریپل اچ برنده شد. در نبرد قهرمان با دخالت کری جریکو و مصدومیت داور (که باعث شد داور نتواند پس از پدگری خوردن توسط ست رولینز بشمارد) توانست ست رولینز را شکست دهد. در هل ان ا سل ۲۰۱۶ توانست با دخالت کریس جریکو، ست رولینز را شکست دهد. او در رود بلاک (مانع) توانست باز هم با دخالت کریس جریکو با صلب صلاحیت رومن رینز را شکست دهد و کمربند را در نزد خود نگه دارد. در رویال رامبل هم مقابل رومن رینز قرار گرفت که این بار با دخالت بران استرومن برنده شد. اما در فست لین کمربند خود را به گلدبرگ واگذار کرد.